# Anthrasimias
Anthrasimias es un género extinto de primates catarrinos, que está representada por una sola especie, A. gujaratensis, cuyos restos fueron encontrados en Gujarat, India en 2008. Se cree que vivió hace cerca de 55 millones de años, a principios del Eoceno. Pesaba 75 gramos.
Anthrasimias es el miembro más antiguo conocido de esta familia, el siguiente género en antigüedad de esta familia es Eosimias, que vivió desde hace 45 millones de años en China.